# Igor Korobow
Igor Walentinowicz Korobow (ros. Игорь Валентинович Коробов, ur. 3 sierpnia 1956 w Wiaźmie, zm. 21 listopada 2018 w Moskwie) – rosyjski lotnik i wojskowy w stopniu generała pułkownika. Szef Głównego Zarządu Sztabu Generalnego Sił Zbrojnych Federacji Rosyjskiej oraz zastępca szefa Sztabu Generalnego Sił Zbrojnych Federacji Rosyjskiej w latach 2016–2018.

## Życiorys

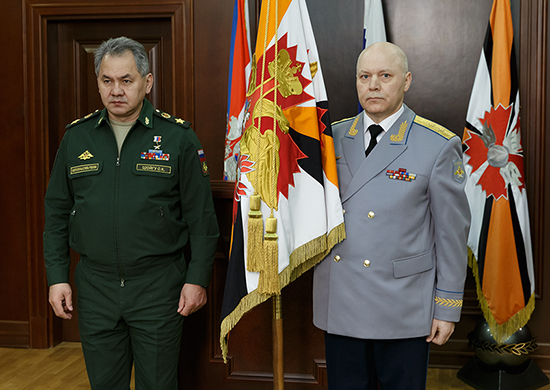
Igor Korobow i minister obrony Federacji Rosyjskiej generał armii Siergiej Szojgu w 2016

Od 1973 służył w Armii Radzieckiej. W 1977 ukończył z wyróżnieniem Wyższą Lotniczą Szkołę Wojskową dla Pilotów i Nawigatorów w Stawropolu. Po jej ukończeniu służył w lotnictwie radzieckim. Ukończył również Wojskową Akademię Sztabu Generalnego Sił Zbrojnych Federacji Rosyjskiej.
W styczniu 2016 dekretem prezydenta Federacji Rosyjskiej Władimira Putina został mianowany szefem Głównego Zarządu Sztabu Generalnego Sił Zbrojnych Federacji Rosyjskiej oraz zastępcą szefa Sztabu Generalnego Sił Zbrojnych Federacji Rosyjskiej. 2 lutego 2016 minister obrony Federacji Rosyjskiej Siergiej Szojgu przekazał Korobowowi uroczyście sztandar Głównego Zarządu Wywiadowczego.
W grudniu 2016 znalazł się na amerykańskiej liście osób dotkniętych sankcjami w związku z „działaniami mającymi na celu podważenie demokracji w Stanach Zjednoczonych”. Nadzorował działania wywiadu wojskowego i sił specjalnych podczas rosyjskich operacji wojskowych w Syrii, co zostało zauważone i docenione przez prezydenta Władimira Putina. W 2017 otrzymał awans na stopień generała pułkownika.
W dniach 27–28 stycznia 2018 wraz z generałem Aleksandrem Bortnikowem i Siergiejem Naryszkinem odwiedził Stany Zjednoczone, gdzie cała trójka spotkała się w Waszyngtonie z dyrektorem CIA Mikiem Pompeo.
20 września 2018 jego nazwisko znalazło się na amerykańskiej liście osób objętych sankcjami w związku z rzekomą „ingerencją” w amerykańskie wybory prezydenckie w 2016.
Jesienią 2018 w wielu rosyjskich i zagranicznych mediach pojawiła się informacja, że Korobow jest chory na raka. Generał zmarł 21 listopada 2018 po długiej i ciężkiej chorobie. Kondolencje z powodu jego śmierci złożył prezydent Federacji Rosyjskiej Władimir Putin, minister obrony gen. armii Siergiej Szojgu, dyrektor Służby Wywiadu Zagranicznego Siergiej Naryszkin oraz kierownictwa rosyjskiego Ministerstwa Obrony oraz Sztabu Generalnego. Pochowany został z honorami wojskowymi na cmentarzu Trojekurowskim w Moskwie.

## Upamiętnienie
Jego imię, jako Bohatera Federacji Rosyjskiej, znajduje się na granitowej płycie zainstalowanej w 2017 w Skwerze Pamięci Bohaterów w Smoleńsku. W 2019 w Wiaźmie odsłonięto poświęconą mu tablicę pamiątkową.

## Ordery, odznaczenia i nagrody
- Złota Gwiazda Bohatera Federacji Rosyjskiej (2017)
- Order „Za zasługi dla Ojczyzny” IV klasy
- Order Aleksandra Newskiego(2015)
- Order Suworowa (2016)
- Order Męstwa
- Order „Za zasługi wojskowe”
- Medal „Za Odwagę” (1993)
- Medal 850-lecia Moskwy
- Medal „Za wyróżnienie wojskowe”
- Medal „200 lat dla Ministerstwa Obrony”
- Medal „Za służbę w lotnictwie”
- Medal „Za powrót Krymu”
- Medal „Za nienaganną służbę” I klasy
- Medal „Za nienaganną służbę” II klasy
- Medal „Za nienaganną służbę” III klasy
- Order „Za służbę Ojczyźnie w Siłach Zbrojnych ZSRR” III klasy
- Medal jubileuszowy „60 lat Sił Zbrojnych ZSRR”
- Medal jubileuszowy „70 lat Sił Zbrojnych ZSRR”